# Пуантилизм

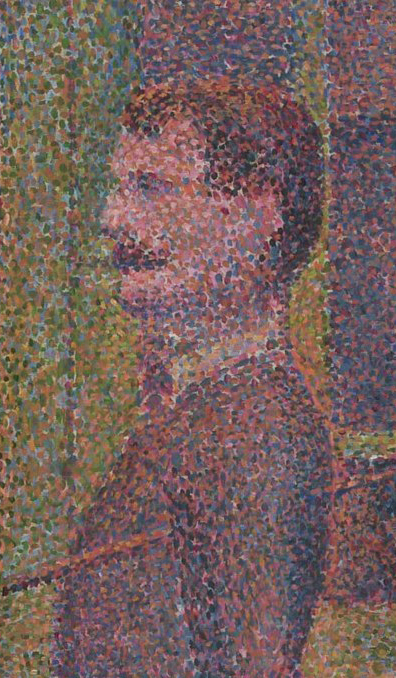
Ж. Сёра. Цирковое представление. Деталь. 1888. Холст, масло. Метрополитен-музей, Нью-Йорк

Пуантилизм (фр. рointillisme, от point — точка), или дивизионизм (фр. divisionnisme, от division — деление, разделение), — живописная манера, основанная на технике письма мелкими точечными мазками почти чистых красок. На основе «разделительной манеры» в конце XIX века в среде художников Франции сложился определённый способ изображения, а на его основе — одно из художественных течений постимпрессионизма. Другое название — неоимпрессионизм, термин, который в 1886 году ввёл французский критик Феликс Фенеон в статье для бельгийского журнала «Современное искусство» (L’Art Moderne).

## Техника и метод
Изобретателем нового способа письма стал живописец Жорж Сёра. Он же придумал и термин «пуантилизм». Сёра следовал основному методу импрессионистов, но задумал преодолеть хаотичность и «беспорядочность» их техники, случайность композиции и мимолётных впечатлений, уводящих художника, по его мнению, в тупик субъективизма. Стихию свободного мазка Сёра стремился подчинить строгой методической системе, цвет — форме, распределение света и тени — закону дополнительных цветов. Именно для этого Сёра решил использовать технику раздельных мазков основными цветами спектра: красным, синим и жёлтым. Он отказался от механического смешения красок на палитре и на холсте в расчёте на то, что на некотором расстоянии они оптически смешиваются на сетчатке глаза зрителя. Такая техника должна была усилить «звучание» цвета.
Эту идею Сёра, как и Робер Делоне, изобретатель орфизма, нашёл в книге американского физика и художника Огдена Руда «Современная теория цветов» («Modern Chromatics», 1879), а также в брошюре «О законе одновременного контраста цветов» («Loi du contraste simultané des couleurs») французского химика Мишеля Эжена Шеврёля (1786—1889), который много лет возглавлял техническую лабораторию мануфактуры Гобеленов в Париже. В работе Шеврёля разъяснялись закономерности раздельного восприятия красок и их последующего «оптического смешения в глазу зрителя». Эта идея оказала значительное влияние на формирование творческого метода живописцев-импрессионистов и постимпрессионистов.
Живописный метод работы Жоржа Сёра основан на его убеждении, что дополнительные цвета, расположенные рядом, — красный и зелёный, оранжевый и голубой, жёлтый и фиолетовый — усиливают оптическое воздействие друг друга. Но эта закономерность относится к восприятию физического спектра тонов хроматического ряда, а не к светосиле красок. Последователь открывателя пуантилизма Поль Синьяк так описывал работу Жоржа Сёра: «Перед сюжетом, до того как положить очередной мазок на своё небольшое полотно, Сёра смотрит, сравнивает щурит глаза, наблюдая за игрой света и тени, определяет контрасты, различает рефлексы и долго возится на крышке этюдника, служащего ему палитрой; он борется с живописным материалом, как борется и с природой, затем „наклёвывает“ из маленьких кучек различные краски, расположенные в спектральном порядке и составляющие в конце концов тот цвет, который предназначен для того, чтобы наилучшим образом выразить только что открытую им тайну».
На палитре Сёра в одном и том же порядке всегда лежали три основные краски (красная, синяя, жёлтая) и три «клубочка» белил для смешивания с каждой из них. Художник любил показывать своим друзьям, как на фоне серого неба зелёные верхушки деревьев окружает розовый ореол, а оранжевый на солнце песок в тени становится голубым. По контрасту с ярко-красным полем цветущих маков небо кажется зелёным, белый цвет рядом с зелёным — розовым.

## История

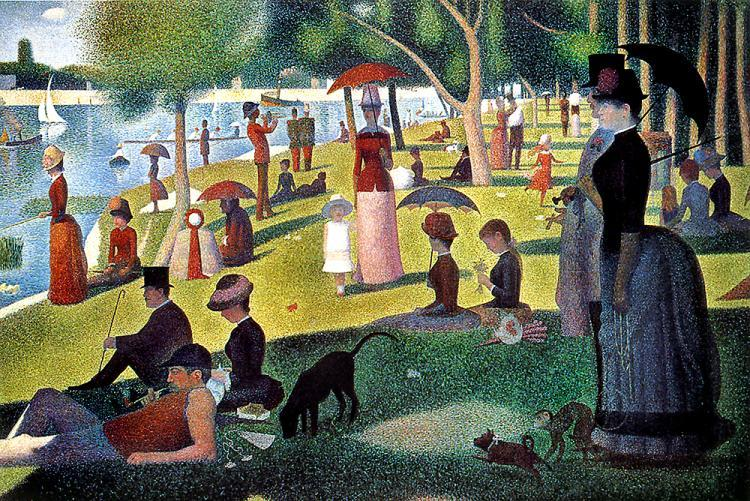
Ж. Сёра. Воскресный день на острове Гранд-Жатт. 1884—1886. Холст, масло. Институт искусств, Чикаго

На последней, восьмой выставке импрессионистов в 1886 году Жорж Сёра представил экспозицию из девяти работ, центральное место в которой занимало монументальное полотно «Воскресный день на острове Гранд-Жатт» (1884—1886). По размеру, технике выполнения и композиции оно существенно отличалось от произведений других участников. В этой картине Сёра использовал придуманную им технику письма. Техника пуантилизма должна была усилить воздействие цвета. Однако несмотря на положительные рецензии критиков Р. Маркса и Ф. Фенеона, «картины, написанные точками», были осмеяны публикой. Импрессионисты скептически отнеслись к новому направлению. Швейцарский литературный критик Эмиль Эннекен, рассматривая картину, сказал, что «едва ли можно представить себе что-либо более серое и бедное светом». Картина не сверкала светом и цветом так, как рассчитывал Сёра. Сам художник заявил, что в зале слишком темно и мало места, поэтому и картина не даёт желаемого эффекта из-за отсутствия необходимого расстояния. Сияния красок действительно не получилось. Сёра не учёл, что светосила пигментов много слабее оптической силы цвета в природе.
В последних работах Сёра, неудовлетворённый ролью традиционной картинной рамы, экспериментировал с репуссарами (фр. repousse — «отталкивать, отражать») — разноцветным окаймлением картины, также написанным разноцветными точками по принципу одновременного контраста. Сёра увлекался теорией символического значения линий. Он стал выстраивать картины согласно «мажорным» и «минорным» направлениям, линейным и цветовым «рифмам».

## Критика и последователи
Пуантилистов вскоре насмешливо прозвали «конфеттистами». Феликс Фенеон, давший новому течению в живописи название «неоимпрессионизм», в статье для бельгийского журнала «Современное искусство» («L’Аrt Moderne», 19 сентября 1886 г.), защищал художника. Он объяснял: «Здесь не нужна виртуозность письма, пастозная фактура; блестяще выполненным кускам живописи нет места; ловкость руки не нужна, зато глаз должен быть быстрым, острым, понятливым».
В 1886 году Фенеон опубликовал брошюру «Импрессионисты в 1886 году». Впоследствии стиль Сёра получил название «пуантилизм». Ещё одно название — хромолюминаризм (др.-греч. χρῶμα — цвет, лат. lumen — свет). Аналогию собственным исканиям в живописи Сёра увидели французские поэты-символисты, поэтому и картины художника стали относить к течению символизма.
К течению неоимпрессионизма помимо Сёра и Поля Синьяка примкнули Шарль Ангран (1854—1926), Анри Кросс (1856—1910), один из основателей импрессионизма Камиль Писсарро (1830—1903), вскоре вернувшийся к импрессионизму, и его сын Люсьен Писсарро (1863—1944), Альбер Дюбуа-Пилье (1845—1890), Максимильен Люс (1858—1941), бельгиец Тео ван Рейссельберге (1862—1926). Многие художники отмечали, что, несмотря на педантизм и увлечение научными теориями, картины лидера группы Жоржа Сёра отличаются цельностью и выразительностью. Но скептические оценки и насмешливые отзывы преобладали. Выдающийся художник Поль Сезанн скептически назвал Сёра «инженером».
Жорж Сёра, скончавшийся в тридцатилетнем возрасте, успел сделать немного. Едва узнав о смерти художника, Люсьен Писсарро написал из Лондона отцу: «Пуантилизм умер вместе с ним». Камиль Писсарро согласился с сыном: «Думаю, что ты прав, с пуантилистской техникой покончено, но, — добавил он,— я полагаю, что обнаружатся другие последствия, которые будут иметь очень большое значение для искусства. Сёра, несомненно, внёс в живопись что-то новое».
Поль Синьяк в книге «От Эжена Делакруа до неоимпрессионизма» (1889), посвященной памяти Ж. Сёра, писал: «Неоимпрессионистами называются художники, которые ввели и, начиная с 1886 года, развивали технику так называемого разделения, пользуясь приёмом оптического смешения тонов и цветов. Эти художники, которые придерживались неизменных законов искусства: ритма, чувства меры и контраста, пришли к новой технике, желая достигнуть наибольшей силы света, колорита и гармонии, что им казалось невозможным ни при каком другом способе… Их метод, подвергшийся такому осуждению, — это метод традиционный и логично вытекает из прошлых методов… живопись неизбежно должна была к нему прийти после метода импрессионистов».
В целом же новое течение, убедительно показав, «куда шёл импрессионизм», оказалось тупиком, поскольку пуантилизм сводил творчество к педантичной работе. Тем не менее Анри Матисс впоследствии утверждал, что именно дивизионисты дали необходимый импульс возникновению фовизма и кубизма. Уроки Сёра и его группы использовал Робер Делоне, создавая симультанизм и орфизм.

## Галерея

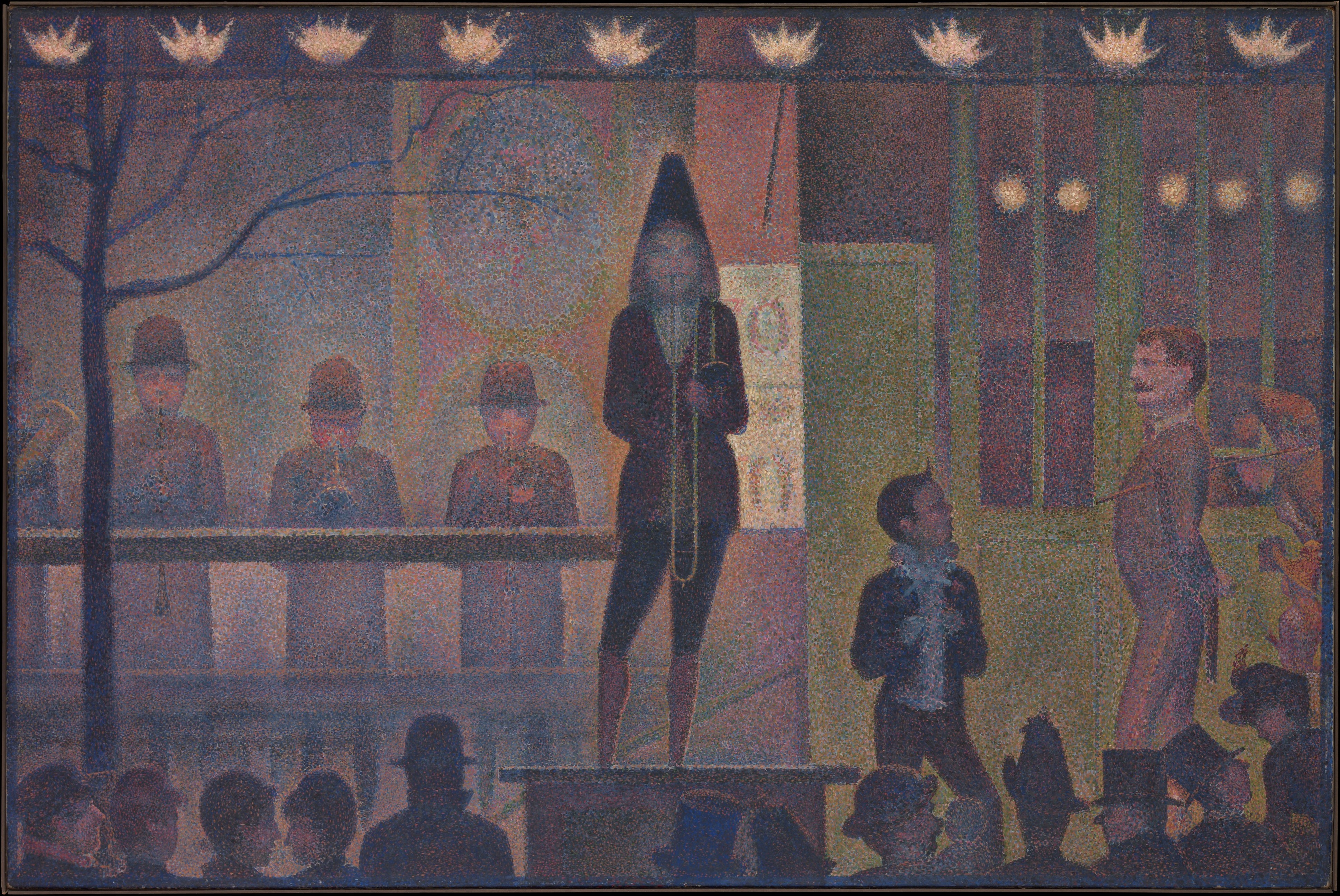
Ж. Сёра. Цирковое представление. 1888. Холст, масло. Метрополитен-музей, Нью-Йорк
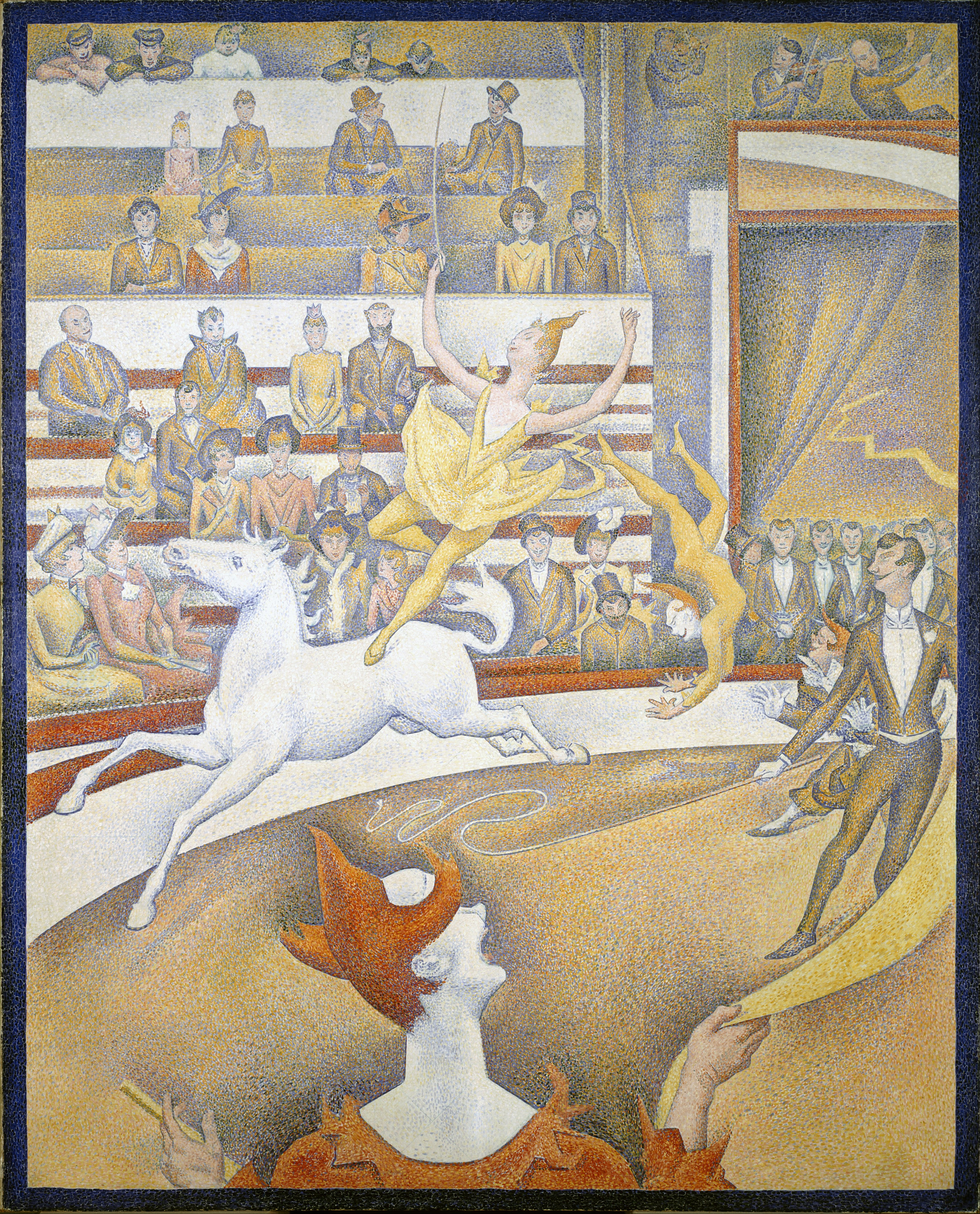
Ж. Сёра. Цирк. 1891. Холст, масло. Музей Орсе, Париж
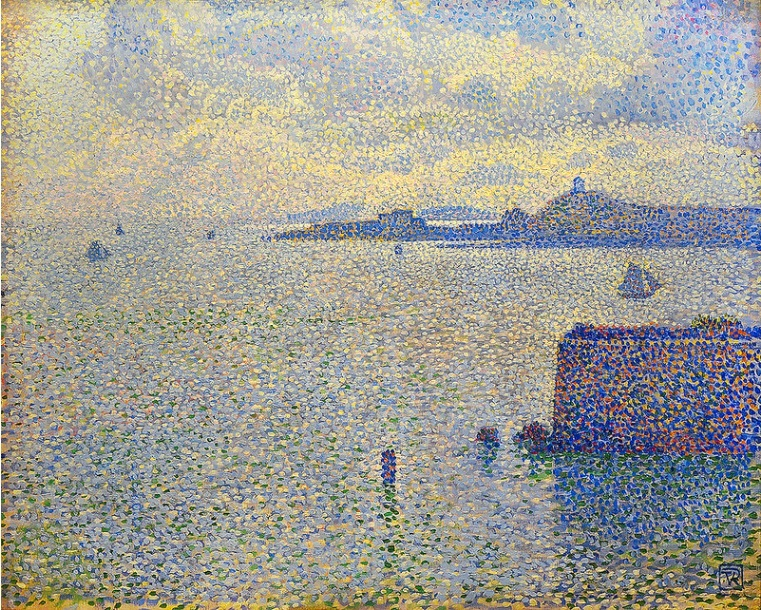
Т. ван Рейссельберге. Парусники и эстуарий. 1887. Холст, масло. Музей Орсе
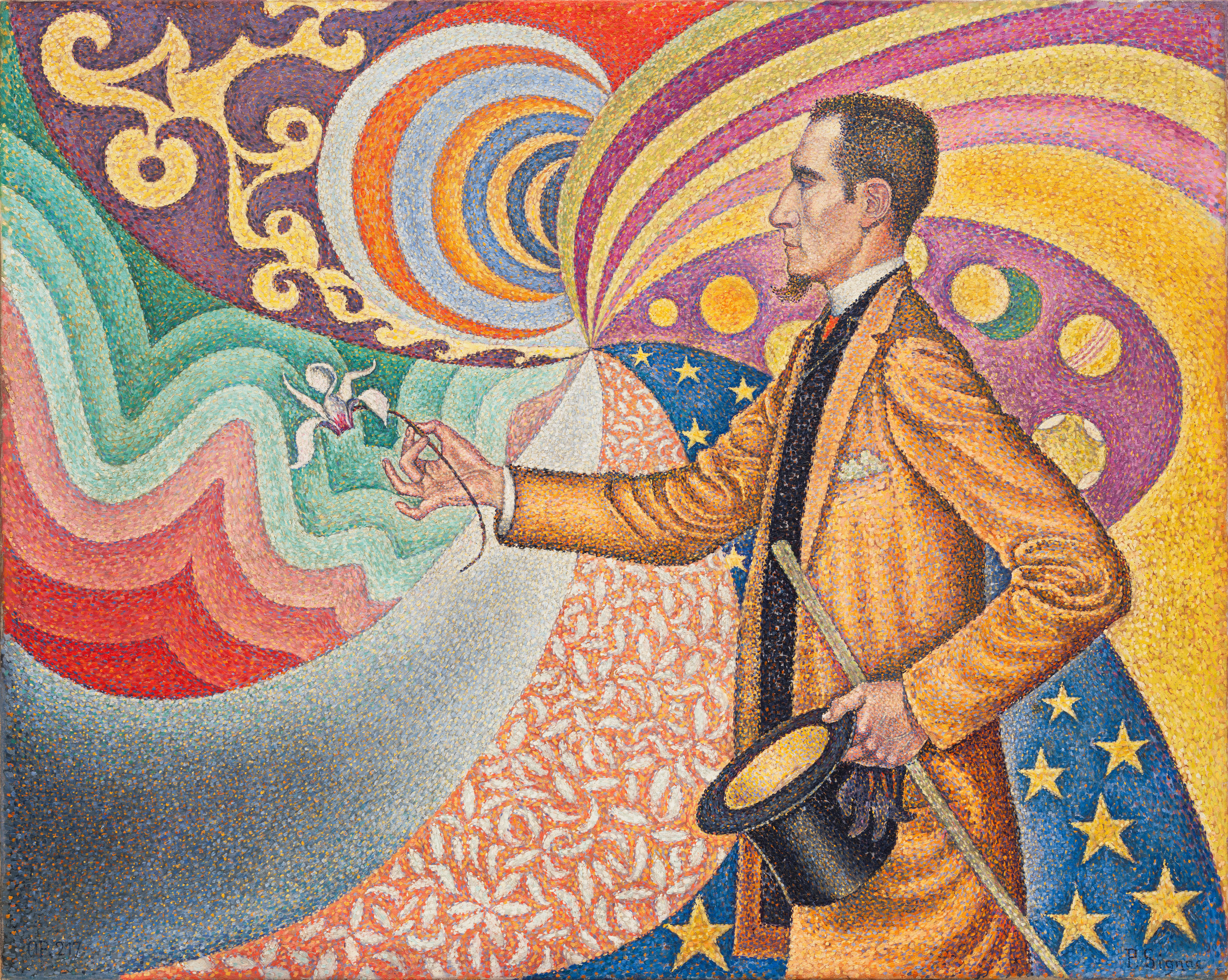
П. Синьяк. Портрет Феликса Фенеона. 1890
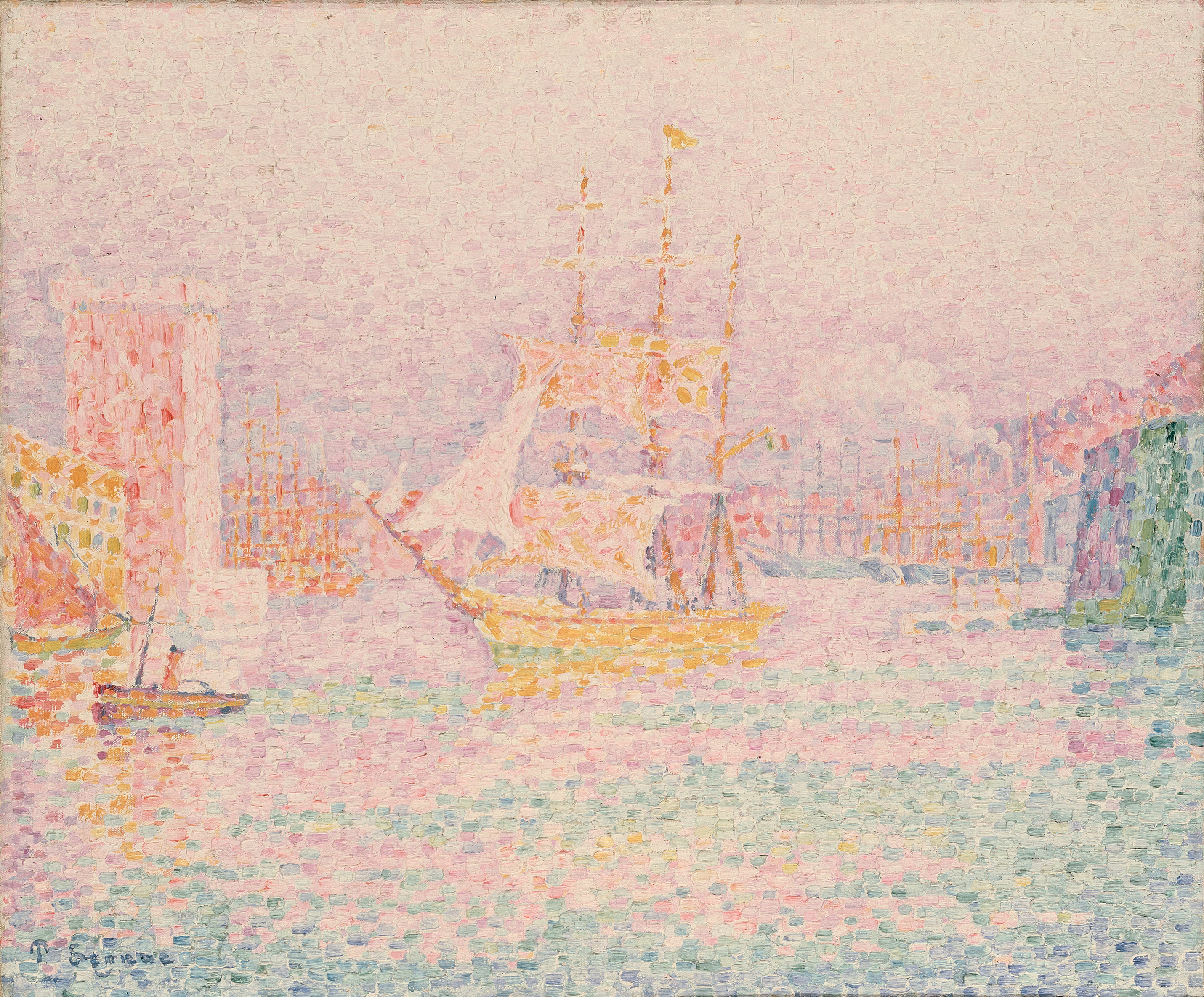
П. Синьяк. Гавань в Марселе. 1906. Холст, масло. Государственный Эрмитаж, Санкт-Петербург
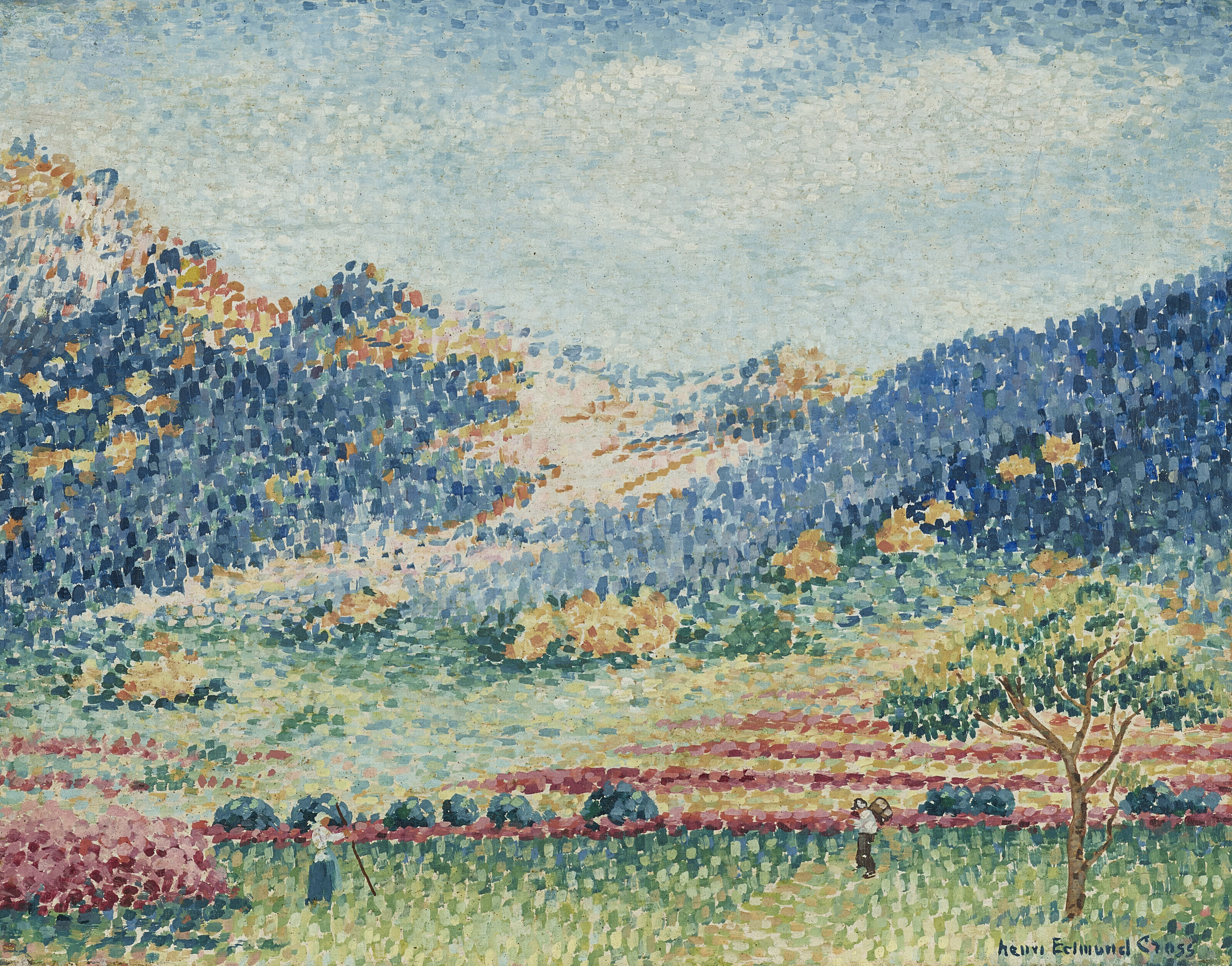
А. Кросс. Пейзаж с небольшими мавританскими горами. Ок. 1909. Дерево, масло. Частное собрание

## Художники-неоимпрессионисты
- Жорж Сёра
- Поль Синьяк
- Камиль Писсарро
- Люсьен Писсарро
- Анри Эдмон Кросс
- Шарль Теофил Ангран
- Максимилиан Люс
- Ипполит Птижан
- Жорж Леммен
- Тео Ван Рейссельберге
- Джованни Сегантини
- Николай Мещерин
- Винсент Ван Гог